# Atlético Petróleos de Luanda Basquetebol
L'Atlético Petróleos de Luanda, conosciuto anche come Petro Atlético o Petro de Luanda, è una squadra di pallacanestro con sede a Luanda, capitale dell'Angola; la squadra prende parte alla massima competizione nazionale l' Angolan Basketball League. La squadra è la sezione di pallacanestro della polisportiva omonima, che possiede anche una sezione di calcio, e varie altre sezioni sportive.

## Storia
Il club Atlético Petróleos de Luanda è stato fondato il 14 gennaio 1980 dalla fusione di tre club: quello del Grupo Sonangol, il Clube Atlético de Luanda ed il Benfica de Luanda. La fusione dei tre gruppo e la creazione di una nuova squadra è stata il risultato della cooperazione economica tra alcuni grandi gruppi economici, dopo l'indipendenza dell'Angola dalla colonizzazione portoghese. Un'altra ragione è stata la volontà della compagnia petrolifera nazionale di reintegrarsi nella comunità attraverso lo sport. Il club iniziò con il calcio, per poi istituire in seguito anche la sezione di pallacanestro.
Il Petro de Luanda vinse per la prima volta l'Angolan Basketball League nel 1989, seguito da altri sette titoli e sei Coppe d'Angola durante gli anni '90.
Negli anni 2000, il Petro vinse il campionato nel 2006 e nel 2007, ma vide i suoi storici rivali del Primeiro de Agosto dominare la maggior parte dei campionati naizonali di quel decennio. Però il 26 novembre 2006, il Petro de Luanda conquistò il suo primo titolo continentale vincendo la FIBA Africa Clubs Champions Cup 2006 a Lagos, battendo in finale proprio i rivali del Primeiro de Agosto, con il giocatore Mílton Barros che fu nominato MVP del torneo.
Nel febbraio 2012, il Petro de Luanda conquistò la vittoria della terza edizione della Supertaça Compal, una competizione riservata ai club dei paesi di lingua portoghese, vincendo la finale contro i portoghesi del Porto.
Il 19 dicembre 2015, il club conquistò il suo secondo titolo continentale, vincendo la FIBA Africa Clubs Champions Cup, giocata nell'edizione 2015 proprio a Luanda. Sotto la guida dell'allenatore Lazare Adingono, il Petro sconfisse in finale nuovamente un'altra squadra angolana, il  Recreativo do Libolo, grazie soprattutto alle prestazioni del playmaker americano,Manny Quezada, che venne nominato MVP del torneo.
Grazie alla vittoria dell'Angolan Basketball League 2018-2019, il Petro si qualificò per la stagione inaugurale della Basketball Africa League (BAL), un nuovo torneo co-organizzato da FIBA Africa e NBA.
Nel settembre 2020, il Petro annunciò la firma dell'allenatore brasiliano José Alves Neto. Con Neto alla guida, iniziò un periodo di dominio a livello nazionale. Nella stagione 2021-22, il Petro conquistò il triplete vincendo il suo 15º titolo nazionale, la Coppa d'Angola e la Supercoppa. In tutte le partite di campionato, inclusi i playoff, il Petro rimase imbattuto con un record di 31-0. Nella stessa stagione, il club raggiunse la finale della BAL, ma fu sconfitto dalla squadra tunisina dell'US Monastir per 83-72.
Nel 2023, il Petro de Luanda vinse la sua 14ª Coppa d'Angola, superando il Primeiro de Agosto in finale, e diventando il club con più titoli di coppa nella storia del paese. Nella stagione 2023-24, il Petro ebbe difficoltà nella Kalahari Conference della BAL, chiusa con un record di 2-2. Il 20 marzo 2024, il club annunciò la risoluzione del contratto con José Alves Neto, ponendo fine al suo mandato col club durato quattro anni; pochi giorni dopo, l'allenatore spagnolo, Sergio Valdeolmillos, fu nominato nuova guida tecnica della squadra.
Sotto la guida di Valdeolmillos, il Petro si riprese e il 1º giugno 2024 conquistò la vittoria del suo primo titolo della Basketball Africa League, sconfiggendo nella finalissima l'Al-Ahli Tripoli della Libia, con il risultato di 107-94.

## Palmarès
| Trofei                          | Trofei     | Num.       | Anni |            |            |
| Campionati                      | Campionati | Campionati | Campionati | Campionati | Campionati |
| ------------------------------- | ---------- | ---------- | --- | ---------- | ---------- |
| Angolan Basketball League       | Campione   | 16         | 1989, 1990, 1992, 1993, 1994, 1995, 1998, 1999, 2006, 2007, 2011, 2015, 2019, 2020–21, 2021–22, 2022–23, 2023-2024, 2024-2025 |            |            |
| Angolan Basketball League       | Finalista  | 7          | 2000, 2001, 2003, 2004, 2008, 2009, 2017                                                                                      |            |            |
| Luanda Provincial Championship  | Campione   | 2          | 2004, 2005 |            |            |
| Luanda Provincial Championship  | Finalista  | 1          | 2012 |            |            |
| Coppe Nazionali                 |            |            | |            |            |
| Angola Cup                      | Campione   | 14         | 1990, 1991, 1994, 1996, 1997, 1998, 2000, 2001, 2004, 2007, 2013, 2014, 2022, 2023, 2025                                      |            |            |
| Angola Cup                      | Finalista  | 5          | 2002, 2006, 2009, 2011, 2016, 2024                                                                                            |            |            |
| Wlademiro Romero Super Cup      | Campione   | 11         | 1994, 1995, 1996, 1997, 2006, 2015, 2019, 2021, 2022, 2023, 2024                                                              |            |            |
| Wlademiro Romero Super Cup      | Finalista  | 10         | 2001, 2002, 2003, 2005, 2007, 2008, 2010, 2012, 2014, 2016                                                                    |            |            |
| Victorino Cunha Cup             | Campione   | 1          | 2010 |            |            |
| Victorino Cunha Cup             | Finalista  | 5          | 2012, 2017, 2018, 2019, 2021                                                                                                  |            |            |
| Competizioni internazionali     |            |            | |            |            |
| FIBA Africa Clubs Champions Cup | Campione   | 2          | 2006, 2015 |            |            |
| FIBA Africa Clubs Champions Cup | Finalista  | 6          | 1994, 1999, 2000, 2007, 2009, 2012                                                                                            |            |            |
| Basketball Africa League        | Campione   | 1          | 2024 |            |            |
| Basketball Africa League        | Finalista  | 2          | 2022, 2025 |            |            |
| Basketball Africa League        | 3° posto   | 1          | 2021 |            |            |
| Basketball Africa League        | 4° posto   | 1          | 2023 |            |            |
| African Club Winners' Cup       | Campione   | 0          | – |            |            |
| African Club Winners' Cup       | Finalista  | 1          | 1998 |            |            |
| Altri titoli                    |            |            | |            |            |
| Supertaça Compal                | Campione   | 1          | 2012 |            |            |
| Supertaça Compal                | Finalista  | 0          | – |            |            |

## Organico
Organico per la stagione 2024-2025
|    | Naz.                       | Ruolo | Sportivo          | Anno | Alt. | Peso |  |
| -- | -------------------------- | ----- | ----------------- | ---- | ---- | ---- |  |
| 0  | Angola (bandiera)          | PG    | Gerson Domingos   | 1996 | 179  | 82   |  |
| 1  | Angola (bandiera)          | PG    | Eduardo Simao     | 2003 | 187  | 84   |  |
| 2  | Angola (bandiera)          | C     | Yanick Moreira    | 1991 | 208  | 100  |  |
| 4  | Angola (bandiera)          | G     | Levy Miguel       | 2004 | 190  | 86   |  |
| 5  | Angola (bandiera)          | PG    | Childe Dundao     | 1998 | 169  | 72   |  |
| 8  | Angola (bandiera)          | G     | Keneth Manuel     | 1999 | 198  | 79   |  |
| 10 | Costa d'Avorio (bandiera)  | PG    | Solo Diabate      | 1987 | 183  | 76   |  |
| 11 | Angola (bandiera)          | G     | Carlos Cabral     | 1995 | 188  | 84   |  |
| 14 | Angola (bandiera)          | AP    | Clesio Castro     | 1997 | 200  | 98   |  |
| 15 | Angola (bandiera)          | AG    | Aboubacar Gakou   | 1997 | 201  | 101  |  |
| 24 | Angola (bandiera)          | AP    | Glofate Buiamba   | 1998 | 197  | 93   |  |
| 26 | Rep. Dominicana (bandiera) | G     | Rigoberto Mendoza | 1992 | 191  | 86   |  |
| 33 | Angola (bandiera)          | C     | Jorge Filipe      | 2002 | 206  | 104  |  |

### Staff tecnico
| Ruolo           | Nome                 |
| --------------- | -------------------- |
| Capo Allenatore | Sergio Valdeolmillos |
| Assistente      | Anibal Moreira       |
| Assistente      | Raúl Duarte          |
| Team Manager    | Artur Barros         |